# Paraplectrone kitangladensis
Paraplectrone kitangladensis är en skalbaggsart som beskrevs av Devecis 2009. Paraplectrone kitangladensis ingår i släktet Paraplectrone och familjen Cetoniidae. Inga underarter finns listade i Catalogue of Life.